# كالوس
بلدية كالوس (بالكاتالانية: Callús) هي إحدى بلديات مقاطعة برشلونة، والتي تقع في منطقة كاتالونيا، شرق إسبانيا.
يبلغ عدد سكانها 1.610 نسمة وفقاً لإحصائية سنة (2007).